# Foetorepus calauropomus
Foetorepus calauropomus és una espècie de peix de la família dels cal·lionímids i de l'ordre dels perciformes.

## Morfologia
- Els mascles poden assolir 30 cm de longitud total.[3][4]

## Hàbitat
És un peix marí, de clima temperat i demersal que viu fins als 100 m de fondària.

## Distribució geogràfica
Es troba al sud d'Austràlia: des d'Austràlia Occidental fins a Nova Gal·les del Sud i Tasmània.

## Observacions
És inofensiu per als humans.